# Religión en Argelia
La religión en Argelia está dominada por los musulmanes, y más del noventa y nueve por ciento de la población se adhiere al islam sunita de la escuela de jurisprudencia Malikí. El resto incluye cristianos, judíos, musulmanes ahmadíes, musulmanes chiitas y musulmanes ibadíes.
Las estimaciones de la población cristiana se estimaba en 2021 entre 25.000 y 70.000 personas; la mayoría extranjeros y dos tercios de ellos católicos. Hay menos de 200 judíos que aún viven en Argelia, según algunos cálculos del Departamento de Estado de los Estados Unidos. La gestión oficial de los asuntos religiosos en Argelia se lleva a cabo bajo la supervisión del Ministerio de Asuntos Religiosos y Dotaciones.

## Islam

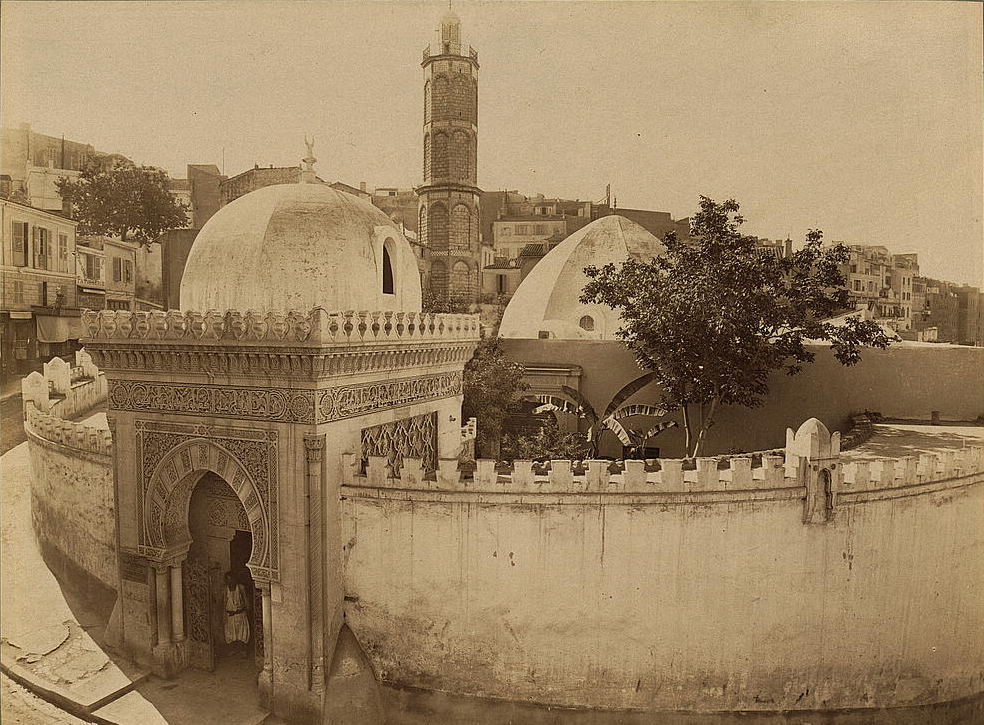
Mezquita de Pasha en Orán

El islam, la religión de casi todo el pueblo argelino, impregna la mayoría de los aspectos de la vida. Proporciona a la sociedad su identidad social y cultural central y da a la mayoría de los individuos sus creencias éticas básicas.
Desde la Guerra de Argelia de mediados del siglo XX, dirigida por los franceses, también llamada la «Revolución Argelina», los regímenes han tratado de desarrollar un estado socialista árabe islámico, y un ministerio a nivel de gabinete actúa para el gobierno en asuntos religiosos. Aunque el régimen de  Boumediene intentó sistemáticamente, en mayor medida que su predecesor, aumentar la conciencia islámica y reducir la influencia occidental, se siguieron respetando los derechos de los no musulmanes. El gobierno  Bendjedid siguió una política similar.

### Historia temprana
Antes de las incursiones árabes, la mayoría de los habitantes bereberes del interior montañoso de la zona adoptaron la mitología bereber tradicional. Algunos habían adoptado el judaísmo, y en las llanuras costeras muchos habían aceptado el cristianismo bajo los romanos. San Agustín de Hipona, uno de los teólogos más importantes del catolicismo, nació en Tagaste, en Souk Ahras, y enseñó en Hipona, Annaba. Una ola de incursiones árabes en el Magreb en la segunda mitad del siglo VII y principios del XIII introdujo el islam en partes de la zona.
Durante el siglo VII, los musulmanes llegaron al norte de África, y a principios del siglo VIII los bereberes se habían convertido en su mayor parte al islam. El islam sunita, la mayor de las dos grandes ramas de la fe, es la forma practicada por la abrumadora mayoría de los musulmanes en Argelia, mientras que hay una pequeña minoría ibadi. No hay una presencia chiita significativa.
Una de las características dominantes del islam en el norte de África era el culto a los hombres santos, o marabutismo. Se creía que los morabitos tenían barakah, o gracia divina, como se refleja en su capacidad para realizar milagros. Reconocidos como hombres justos y espirituales, los marabouts a menudo tenían grandes seguidores, tanto a nivel local como regional. Los musulmanes creían que la baraka podía ser heredada, o que un morabito podía conferirla a un seguidor.
El  turuq, que significa camino o sendero, o hermandades, fue otro rasgo del islam en el Magreb desde la Edad Media en adelante. Cada hermandad tenía su propio camino prescrito hacia la salvación, sus propios rituales, signos, símbolos y misterios. Las hermandades eran frecuentes en las zonas rurales y montañosas de Argelia y otras partes del norte de África. Sus líderes eran a menudo morabitos o shaykhs. Los musulmanes sunitas más ortodoxos dominaban los centros urbanos, donde hombres de religión tradicionalmente formados, el ulema, dirigían los asuntos religiosos y legales de la comunidad musulmana.

### El islam y el estado argelino
A los judíos y cristianos, cuyas religiones Alá, según el Corán, reconoció como precursora del islam y que fueron llamados «gente del libro» debido a sus sagradas escrituras, se les permitía continuar su propia vida comunal y religiosa siempre y cuando reconocieran el dominio temporal de las autoridades musulmanas, pagaran sus impuestos y no hicieran proselitismo ni interfirieran de ninguna otra manera con la práctica del islam.
Poco después de llegar a Argelia, el régimen colonial francés se puso a socavar la cultura tradicional musulmana argelina. Sin embargo, las ideas francesas, como la libertad de religión, diferían enormemente de la forma de vida islámica. Por esta razón, el islam era un elemento fuerte del movimiento de resistencia a los franceses.
Después de la independencia, el gobierno argelino afirmó el control estatal sobre las actividades religiosas con fines de consolidación nacional y control político. El islam se convirtió en la religión del Estado en la nueva constitución y en la religión de sus líderes. No se pueden promulgar leyes que sean contrarias a los principios islámicos o que de alguna manera socaven las creencias y principios islámicos. El Estado monopolizó la construcción de mezquitas, y el Ministerio de Asuntos Religiosos controlaba unas 5000 mezquitas públicas a mediados de la década de 1980. Los imanes eran entrenados, nombrados y pagados por el estado, y el Ministerio de Asuntos Religiosos les daba el khutba o sermón del viernes. Ese ministerio también administraba los bienes religiosos, el habus, se ocupaba de la educación religiosa y la formación en las escuelas, y creaba institutos especiales para el aprendizaje islámico.
Sin embargo, esas medidas no satisfacían a todos. Ya en 1964, un movimiento islámico militante, llamado Al Qiyam (valores), surgió y se convirtió en el precursor del Frente Islámico de Salvación de los años noventa. Al Qiyam pidió un papel más dominante del islam en los sistemas jurídicos y políticos de Argelia y se opuso a lo que consideraba prácticas occidentales en la vida social y cultural de los argelinos, lo que resultó ser el reto más difícil para los regímenes inmediatamente posteriores a la independencia, ya que trataron de incorporar una identidad nacional islámica a las políticas socialistas. Mientras que los nuevos líderes de Argelia consideraban que el islam y el socialismo eran compatibles con la cultura y la sociedad argelinas, los islamistas radicales consideraban que el islam era la única característica definitoria y, de hecho, incompatible.
Houari Boumédiène contuvo en gran medida el islamismo militante durante su reinado, aunque permaneció durante toda la década de 1970 bajo un nombre diferente y con una nueva organización. Tras la muerte de Boumediene, Chadli Bendjedid se convirtió en presidente en 1979. El régimen de Chadli era mucho más tolerante con los islamistas, y con Argelia. Las políticas de arabización, aumento de la educación árabe y el uso del árabe en las instituciones profesionales, no habían dado resultado: El francés siguió siendo la lengua de la élite política y se dio prioridad a los estudiantes francófonos para el empleo, por lo que el movimiento comenzó a extenderse a los campus universitarios, donde fue fomentado por el Estado como contrapeso a los movimientos estudiantiles de izquierda. En la década de 1980, el movimiento se había fortalecido aún más y, en noviembre de 1982, estallaron sangrientos enfrentamientos en la Universidad de Argel, en Argel. La violencia resultó en la represión del movimiento por parte del Estado, una confrontación que se intensificaría a lo largo de los años ochenta y principios de los noventa (véase El factor islamista, cap. 4).
El auge del islamismo tuvo un impacto significativo en la sociedad argelina. Más mujeres comenzaron a usar el velo, algunas porque se habían vuelto más conservadoras religiosamente y otras porque el velo les impedía ser acosadas en las calles, en los campus o en el trabajo. Los islamistas también impidieron la promulgación de un código de familia más liberal a pesar de la presión de grupos y asociaciones feministas.
los argelinos, representando aproximadamente el 98% de la población. La gran mayoría de ellos sigue la rama sunita, con minorías pertenecientes a las ramas ahmadí, chiita e ibadí.
La Constitución argelina estipula que el Islam es la religión del Estado. Las leyes constitucionales permiten a los no musulmanes practicar sus rituales religiosos dentro de ciertos límites.

## Minorías religiosas

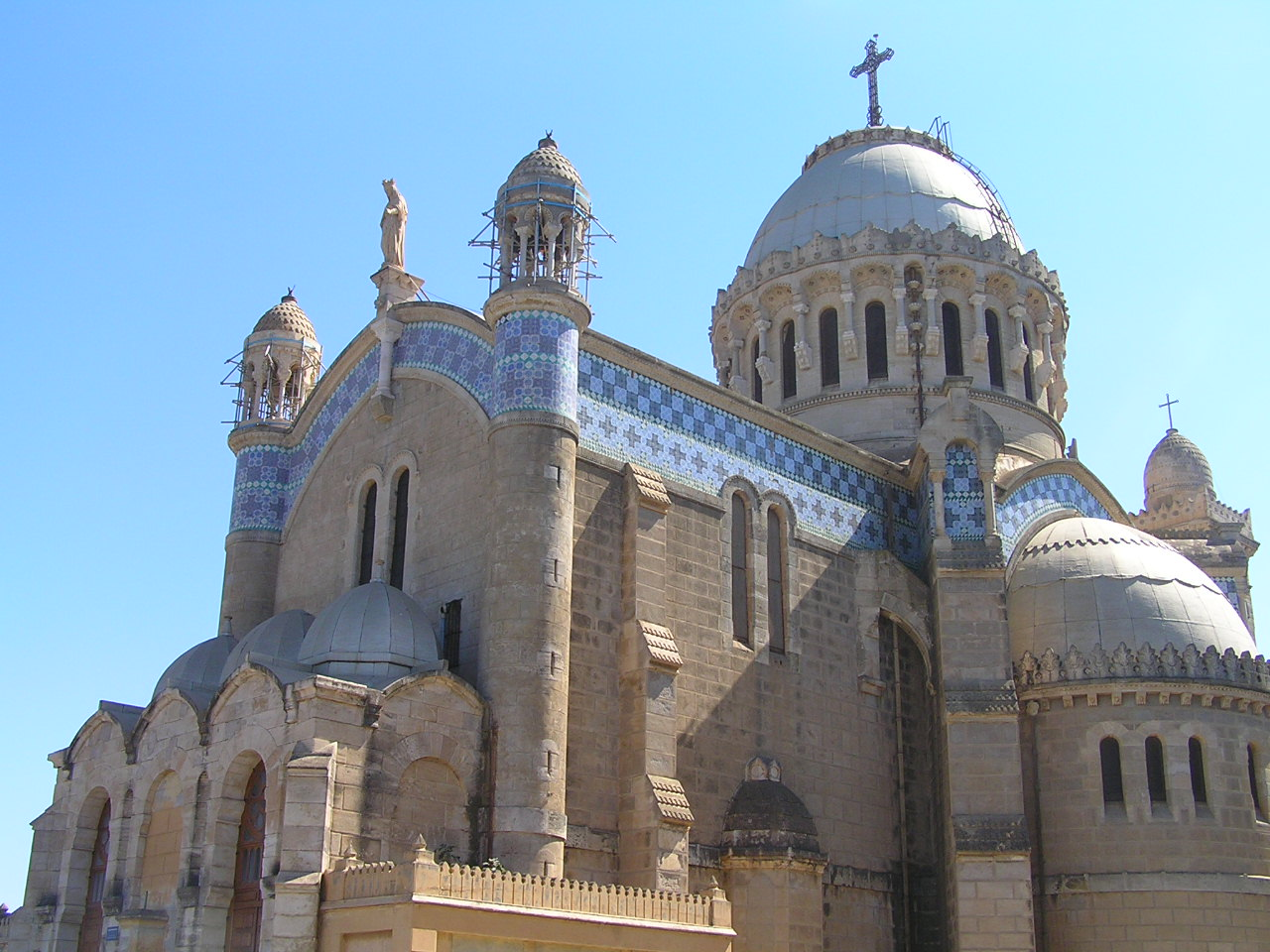
Notre Dame d'Afrique (Nuestra Señora de África) es una iglesia católica que es la basílica de Argel

El cristianismo llegó al norte de África en la  época romana.
El cristianismo se introdujo en Argelia alrededor del siglo II d. C. La popularidad del catolicismo llegó tras el edicto de Milán.
Cuando los vándalos conquistaron el norte de África en el siglo V, su gobernante, Genserico, inició una persecución a gran escala contra los católicos romanos y africanos, prohibiendo todo culto católico, confiscando iglesias católicas y atacando especialmente a obispos, sacerdotes y diáconos católicos. Muchos fueron asesinados o torturados, lo que acabó con tres siglos de influencia católica. Si bien hubo un renacer tras el fin de la ocupación vandálica, pero se fortaleció en el siguiente período bizantino, para desaparecer gradualmente después de las invasiones árabes del siglo VII.

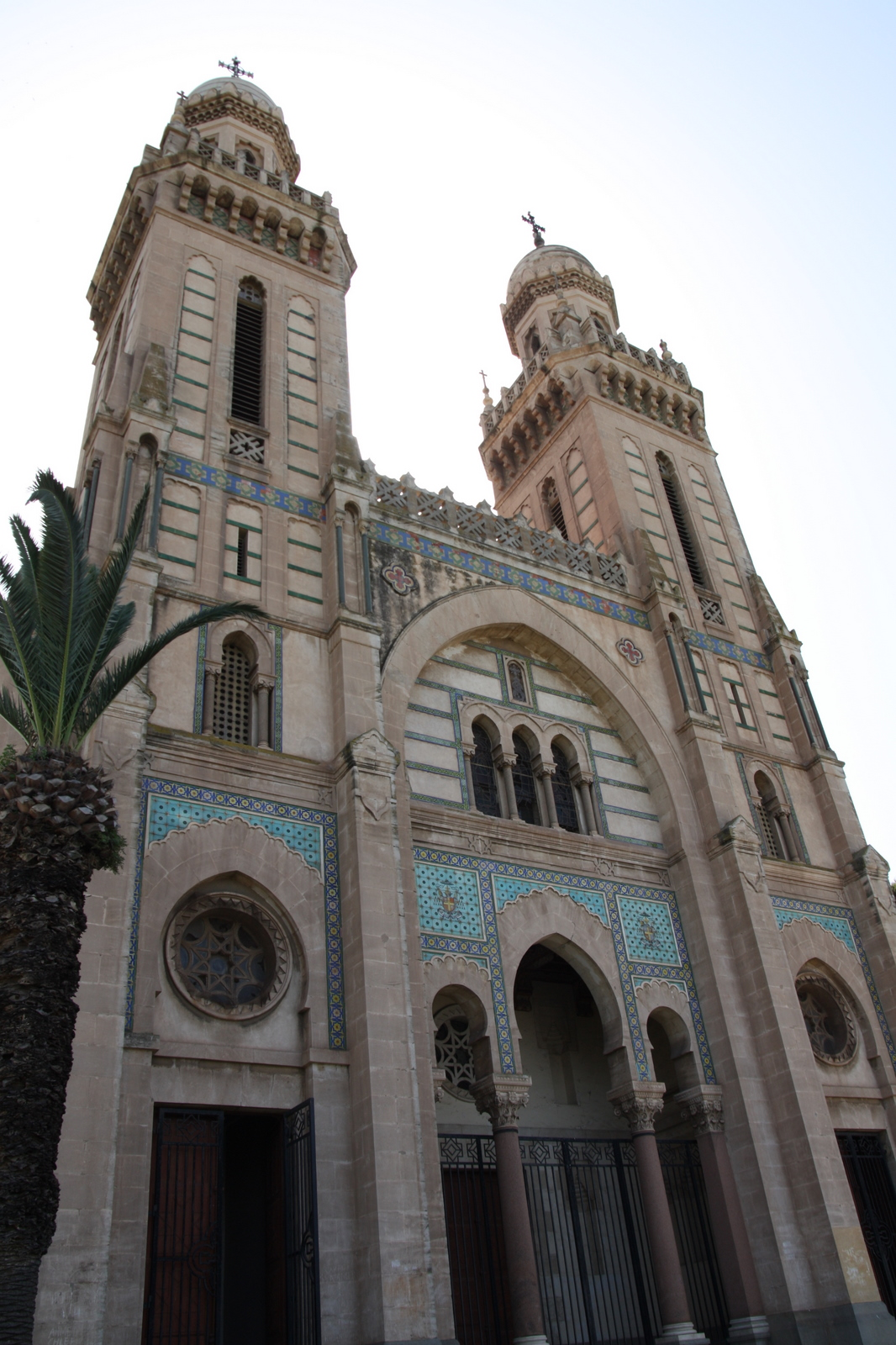
Basílica de San Agustín en Annaba construida cerca de los restos de su Basílica Pacis

La Iglesia católica fue reintroducida después de la conquista francesa, cuando se estableció la diócesis de Argel en 1838. La proselitización de la población musulmana estaba en un principio estrictamente prohibida. Las diversas misiones católicas establecidas en Argelia se ocuparon de las obras de caridad y de socorro, de la creación de escuelas. Algunos de los misioneros de estas organizaciones permanecieron en el país después de la independencia, trabajando entre los sectores más pobres de la población. A principios de los años ochenta, la población católica era de unos 45 000 habitantes, la mayoría de los cuales eran extranjeros o argelinos que se habían casado con franceses o italianos. Debido a que el gobierno adoptó una política de no preguntar sobre la afiliación religiosa en censos o encuestas para evitar provocar tensiones religiosas, no se conocía el número de cristianos a principios de la década de 1990.
La  Fe Bahá'í en Argelia data de 1952. Aunque la religión alcanzó cierto crecimiento y organización hasta 1967, incluidos los conversos, el período de la independencia de Argelia, cuando el país adoptó prácticas islámicas en rechazo de las influencias coloniales y, posteriormente, la religión fue prohibida en 1968; sin embargo, más recientemente, la Asociación de Archivos de Datos Religiosos y Wolfram Alpha estimaron que la población de Bahá'ís ascendía a 3300 -3800 bahá'ís en 2005 y 2010.
La  comunidad judía de Argelia es de considerable antigüedad. La mayoría son descendientes de refugiados de la persecución española de principios del siglo XV. Eran unos 140 000 antes de la  guerra de Argelia, pero en el momento de la independencia, en 1962, casi todos ellos abandonaron el país. Debido a que los Decretos Crémieux de 1870, que tenían por objeto asimilar a los colonos de Argelia a Francia, otorgaban a los judíos la ciudadanía francesa plena, la mayoría de los miembros de la comunidad judía emigraron a Francia, y la pequeña población judía que quedaba parecía haberse estabilizado en alrededor de 1000 personas. Se pensó que a principios de la década de 1990 se acercaba a esta cifra. Aunque no se produjeron incidentes adversos durante las  guerras árabe-israelíes de 1967 y 1973, un grupo de jóvenes saqueó la única sinagoga que quedaba en Argel a principios de 1977.
Un estudio de 2015 estima que hay unos 380 000 creyentes cristianos de origen musulmán en el país, con cristianismo católico y ortodoxo.